# Görslövsåns mader
Görslövsåns mader är ett naturreservat i Höganäs kommun i Skåne län.
Området består av slåttermarker som  översvämmas av vattnet från Görslövsån vid högt vattenstånd i Skälderviken och kraftig nederbörd. Det är cirka fyra kilometer långt och mellan 250 meter och 900 meter brett och ligger på båda sidor av ån. Inga stigar finns i området som korsas av två mindre vägar. 
Gäss, änder och vadare häckar och rastar årligen i stort antal vid ån  och rovfåglar jagar över maderna. 
Fågellivet är som livligast vår och höst då vattennivån i ån är hög.
Det 198 hektar stora området är naturskyddat sedan 2006.